# 羅便臣道31號
22°16′45″N 114°09′05″E / 22.2791°N 114.1513°E
羅便臣道31號（No. 31 Robinson Road）是香港西半山一幢2008年入伙的私人物業，發展商為九龍建業，由仲量聯行負責物業管理。
大廈樓高42層，設84伙，8至22樓為分層單位，每層4伙，建築面積由1,172至1,342方呎；實用面積由883至1,005方呎，25樓至40樓為相連戶，建築面積由2,319至2,665方呎，實用面積由1,757至1,990方呎，間隔3房至4房，另頂層特設2伙複式戶。而每層分為A室至D室四伙獨立細單位，高層豪宅每層兩伙，C室和D室向太平山山頂，A室向北，即是羅便臣道，望維多利亞港。
由於羅便臣道31號位於香港島西半山區，近香港島半山行人電梯東邊。所以，住宅中層和高層都可以觀賞中西區市中心的摩天大廈，包括中環國金2期、金鐘道中銀大廈、花園道長江集團中心、皇后大道中中環中心、上環中遠大廈等，甚至西九龍的環球貿易廣場。
住宅基座自設私人屋苑會所，包括有室外泳池、健身室、水療室、高爾夫球練習場等。住宅亦附設多層停車場。

## 外部參考
- 超級睇樓王 - 羅便臣道31號 （页面存档备份，存于）
- 九龍建業 - 羅便臣道31號